# Xarxa social lliure
Una xarxa social lliure és aquella xarxa social basada en programari lliure. En general no té fins de lucre i pot ser autogestionada per comunitats, així com els seus usuaris tenen la possibilitat de gestionar la seva identitat, privadesa i portabilitat de dades.

## Característiques
En general, aquest tipus de xarxes poden compartir una o més de les següents qualitats:

### Lliures
Els projectes de xarxes socials lliures o xarxes socials federades generalment desenvolupen programari, protocols, o tots dos. Tant el programari com els protocols són generalment lliures i de codi obert. Això últim permet que qui té els coneixements tècnics pugui descarregar el programari des dels repositoris, muntar un node propi i gestionar-lo. Així com també col·laborar en el desenvolupament dels projectes.

### Distribuïdes
Cada xarxa social funciona sobre molts servidors -que es denominen nodes, instàncies o pods- connectats entre si. Els servidors són muntats i administrats per usuaris, comunitats i organitzacions, generalment autogestionades i independents. L'usuari o grup que gestiona una instància poden decidir com funcionar, com finançar-se, com manejar les dades, quines polítiques seguir sobre els continguts, etc.
El registre de nous usuaris en general és lliure, sempre que les subscripcions als nodes estiguin obertes. En alguns casos es gestionen per invitació d'altres usuaris actius (com va ser el cas de Diaspora als seus inicis) o a partir d'una avaluació de l'administrador (o equip d'administració) del node o instància. Això últim sol passar per evitar que un node concentri massa usuaris i impulsar-ne el creixement de nous. En algunes xarxes socials lliures els nodes o instàncies conviden que els usuaris i usuàries es registrin segons locació geogràfica o idiomes, interessos comuns o preferències temàtiques (política, arts, etc.) i també amb continguts amb etiquetes NSFW.

### Federades

Gràfic sobre xarxes socials lliures. Protocols compatibles amb Fedivers i la Federació (a partir d'agost de 2019)

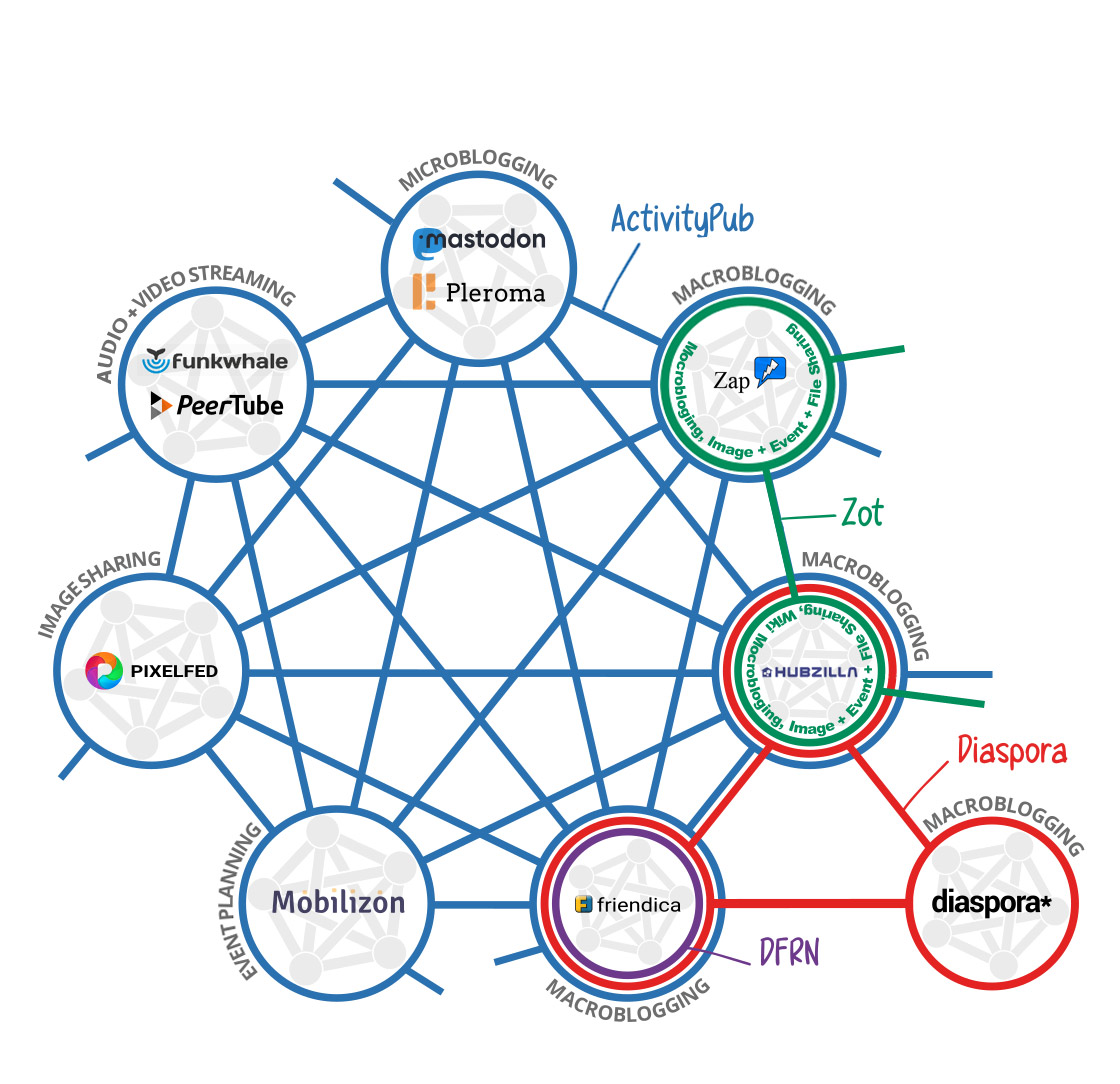
Extracte dels protocols i plataformes comuns a Fedivers

Les xarxes socials lliures utilitzen diferents protocols que mitjançant estàndards oberts garanteixen la interoperabilitat entre diferents aplicacions socials. Actualment hi ha cinc protocols per a xarxes socials lliures: ActivityPub, Ostatus, Zot, DFRN i Diaspora, essent el primer el que concentra la major quantitat de xarxes, les que en conjunt se les coneix com a Fedivers. Quan diverses xarxes comparteixen un mateix protocol, es considera que «federen» entre si, és a dir, que els usuaris poden interactuar encara que els seus perfils hagin estat creat en diferents xarxes socials.

## Diferències amb altres xarxes socials
L'avantatge d'aquestes xarxes és que donen un major control a l'usuari respecte a quina informació comparteix i amb qui, respectant la seva privacitat.
A diferència de les xarxes socials comercials (també anomenades privatives o propietàries), les xarxes socials lliures no processen informació mitjançant mineria de dades, ni generen mapes d'enllaços per a fins comercials. A canvi adopten mecanisme de sostenibilitat a través de donacions (com la Viquipèdia, Mozilla Firefox, Apache OpenOffice, LibreOffice, etc.).
Un desavantatge és que en alguns casos solen tenir més dificultat de penetració inicial per als nínxols fora de les comunitats geek informàtiques i de grups socials alternatius, justament per no tractar-se d'emprenedories comercials, de gran publicitat o amb fons per suportar els enormes volums d'usuaris de la contrapartida comercial, i també, però en menor mesura, per la necessitat de coneixements tècnics per als no gaire entesos en informàtica.
El programa de cada projecte es pot descarregar dels llocs oficials corresponents, per si es vol ajudar el projecte amb un servidor propi. En cas contrari hi ha servidors disponibles per registrar-se a qualsevol d'ells, és indistint. En alguns casos com Pump.io, el servidor de registre per a nous usuaris va canviant de manera regular per evitar la centralització.
Moltes d'aquestes xarxes encara es troben en versió beta (estat preliminar), i que en alguns casos l'experiència d'usuari no és òptima.
No hi ha un equivalent exacte entre aquestes xarxes i les conegudes xarxes socials comercials. GNU Social i StatusNet són el més semblant que hi ha a Twitter. Tant per la seva funcionalitat com perquè permeten una quantitat fitada de caràcters (varia entre elles la quantitat disponible per escriure). També permeten pujar imatges en diversos formats. Visualment, Pump.io també és similar a Twitter, excepte perquè permet escriure textos amb extensió il·limitada i comentar les publicacions. La més semblant a Facebook és Diaspora.

## Exemples
Hi ha una varietat de xarxes socials lliures. A continuació se'n llisten algunes amb les seves característiques principals.
| Tipus                          | Nom del projecte | Característiques principals | Protocols   | Instància inicial | Instància(es) en català | Desenvolupament |
| ------------------------------ | ---------------- | --- | ----------- | ----------------- | ----------------------- | --------------- |
| Blog                           | WriteFreely      | Versió gratuïta limitada. Versió de pagament amb més característiques. | ActivityPub |                   |                         |                 |
| Audiovisual / Àudio i música   | Funkwhale        | | ActivityPub |                   |                         |                 |
| Audiovisual / Vídeo i animació | Peertube         | | ActivityPub |                   |                         |                 |
| Estats                         | Diaspora         | | Diaspora    |                   |                         |                 |
| Estats                         | Friendica        | Sense límit de caràcters. | DFRN        |                   |                         |                 |
| Fotografia                     | PixelFed         | | ActivityPub | pixelfed.social   |                         |                 |
| Microblogging                  | GNU Social       | | Ostatus     |                   |                         |                 |
| Microblogging                  | Mastodon         | Límit de caràcters en 500 caràcters. Contingut multimedia. Ús d'etiquetes. Mencions a altres usuaris. Configuració de privacitat de publicacions com a públiques (predeterminat), sense llistar, només seguidores o missatges directes. Esborrar publicacions i tornar-les a esborrany per a corregir-les. | ActivityPub | mastodon.social   | Sí                      |                 |